# Шелтер-Айленд-Гайтс (Нью-Йорк)
Шелтер-Айленд-Гайтс (англ. Shelter Island Heights) — переписна місцевість (CDP) в США, в окрузі Саффолк штату Нью-Йорк. Населення — 1601 особа (2020).

## Географія
Шелтер-Айленд-Гайтс розташований за координатами 41°4′1″ пн. ш. 72°22′8″ зх. д. / 41.06694° пн. ш. 72.36889° зх. д. (41.066842, -72.368991).  За даними Бюро перепису населення США в 2010 році переписна місцевість мала площу 14,63 км², з яких 13,91 км² — суходіл та 0,72 км² — водойми.

## Демографія
Згідно з переписом 2010 року, у переписній місцевості мешкало 1048 осіб у 525 домогосподарствах у складі 307 родин. Густота населення становила 72 особи/км².  Було 1583 помешкання (108/км²).
Расовий склад населення:
| - 94,3 % — білих - 1,5 % — чорних або афроамериканців - 0,4 % — азіатів - 0,3 % — корінних американців - 1,4 % — осіб інших рас |

До двох чи більше рас належало 2,1 %. Частка іспаномовних становила 3,9 % від усіх жителів.
За віковим діапазоном населення розподілялося таким чином: 13,5 % — особи молодші 18 років, 50,1 % — особи у віці 18—64 років, 36,4 % — особи у віці 65 років та старші. Медіана віку мешканця становила 58,0 року. На 100 осіб жіночої статі у переписній місцевості припадало 89,5 чоловіків;  на 100 жінок у віці від 18 років та старших — 89,1 чоловіків також старших 18 років.
Середній дохід на одне домашнє господарство  становив 147 045 доларів США (медіана — 116 579), а середній дохід на одну сім'ю — 175 959 доларів (медіана — 162 875). 
Цивільне працевлаштоване населення становило 623 особи. Основні галузі зайнятості: освіта, охорона здоров'я та соціальна допомога — 30,3 %, науковці, спеціалісти, менеджери — 23,1 %, мистецтво, розваги та відпочинок — 12,2 %, будівництво — 12,0 %.